# Доктор Хто (сезон 14, 2024)
Прем'єра чотирнадцятого сезону британської науково-фантастичної телепрограми «Доктор Хто» відбулася 11 травня 2024 року. Це п'ятий сезон під керівництвом Рассела Т. Девіса як головного сценариста та виконавчого продюсера та перший з моменту його повернення до серіалу (раніше Рассел працював над ним з 2005 по 2010 рік). Цей сезон став чотирнадцятим, який вийшов в етер після відновлення програми у 2005 році, а загалом це буде сороковий сезон. Чотирнадцятий сезон оголосили з поверненням Девіса до 60-ї річниці серіалу у 2023 році та пізніше. У маркетингових і рекламних матеріалах сезон називають першим сезоном останньої ери виробництва після придбання прав на міжнародне мовлення «Доктора Хто» компанією Disney+.
У сезоні Шуті Ґатва грає П'ятнадцятого Доктора, нове втілення Доктора, інопланетного Володаря Часу, який подорожує крізь час і простір у ТАРДІС, яка ззовні виглядає як будка британської поліції. П'ятнадцятий Доктор був представлений у «Гигиканні» (2023) через «двогенерацію» (англ. bi-generation), у якому він відокремився від свого попередника, Чотирнадцятого Доктора (Девід Теннант), а не замінив його. Серіал також представляє Міллі Ґібсон як нову супутницю Доктора, Рубі Сандей.
Сезон, якому передував різдвяний епізод 25 грудня 2023 року, складається з восьми епізодів, режисерами яких стали Джулі Енн Робінсон, Бен Чесселл, Ділан Голмс Вільямс і Джеймі Донаг'ю. Окрім Девіса, який написав шість епізодів, серед сценаристів Кейт Геррон, Брайоні Редман, а також колишній шоуранер і головний сценарист Стівен Моффат. Фільмування почалися в грудні 2022 року і завершилися в липні 2023 року, а виробництво було перенесено з Roath Lock Studios до Wolf Studios після того, як Bad Wolf стали співпродюсерами серіалу.

## Список епізодів
| Special |   |                                                       |                     |                              |                |                |                |
| 304     | – | «Церква на Рубі-роуд»                                 | Марк Тондерай       | Рассел Т. Девіс              | 25 грудня 2023 | 7.49           | 82             |
| Series  |   |                                                       |                     |                              |                |                |                |
| 305     | 1 | «Космічні малюки» «Space Babies»                      | Джулі Енн Робінсон  | Рассел Т. Девіс              | 11 травня 2024 | Буде визначено | Буде оголошено |
| 306     | 2 | «Диявольський акорд» «The Devil's Chord »             | Бен Чесселл         | Рассел Т. Девіс              | 11 травня 2024 | Буде визначено | Буде оголошено |
| 307     | 3 | «Бум» «Boom»                                          | Джулі Енн Робінсон  | Стівен Моффат                | 18 травня 2024 | Буде визначено | Буде оголошено |
| 308     | 4 | «73 ярда» «73 Yards»                                  | Ділан Голмс Вільямс | Рассел Т. Девіс              | 25 травня 2024 | Буде визначено | Буде оголошено |
| 309     | 5 | «Цятка та булька» «Dot and Bubble»                    | Ділан Голмс Вільямс | Рассел Т. Девіс              | 1 червня 2024  | Буде визначено | Буде оголошено |
| 310     | 6 | «Пройдисвіт» «Rogue»                                  | Бен Чесселл         | Кейт Геррон і Брайоні Редман | 8 червня 2024  | Буде визначено | Буде оголошено |
| 311     | 7 | «Легенда про Рубі Сандей» «The Legend of Ruby Sunday» | Джеймі Донаг'ю      | Рассел Т. Девіс              | 15 червня 2024 | Буде визначено | Буде оголошено |
| 312     | 8 | «Імперія смерті» «Empire of Death»                    | Джеймі Донаг'ю      | Рассел Т. Девіс              | 22 червня 2024 | Буде визначено | Буде оголошено |

## Кастинг

### Головні ролі
У липні 2021 року Джоді Віттакер, виконавиця ролі Тринадцятого Доктора, оголосила про свій намір покинути програму після тринадцятого сезону та трьох спеціальних випусків, які мали вийти в етер у 2022 році. Мендіп Ґілл і Джон Бішоп, які зіграли Ясмін Хан і Дена Льюїса, пізніше заявили, що вони не впевнені, чи продовжуватимуть зніматися після спеціальних випусків 2022 року, але Ґілл підтвердила свій відхід із шоу 3 травня 2022 року. Девіс підтвердив, що прослуховування на ролі у чотирнадцятому сезоні розпочнуться наприкінці 2021 року .
Прослуховування на роль П'ятнадцятого Доктора розпочалися в грудні 2021 року, кастинг-директором став Енді Прайор. Девіс був зацікавлений у виборі «нових талантів» і когось «молодшого», причому більшість акторів, які пройшли прослуховування, молодші 30 років. Також не було обмежень щодо статі та походження, прослуховування проводилися для чоловіків, жінок і одних небінарних акторів. Прайор сказав, що, вибираючи Доктора, «ви завжди хочете когось несподіваного... [ви хочете] актора, який контрастує з тим, що було раніше, але все ще приносить ті основні якості, якими володіє Доктор». Шуті Ґатва був останнім кандидатом на прослуховування. Девіс сказав, що виробнича команда «подумала, що [вони] вже когось знайшли, а потім він прийшов і вкрав [цю роль]», описуючи це як «найяскравіше прослуховування». Виконавчий продюсер Філ Коллінсон заявив, що Ґатва «робив [з цією роллю] речі, які я ніколи не бачив у актора, який грав Доктора Хто».
8 травня 2022 року Шуті Ґатву оголосили наступником Джоді Віттакер на головній ролі, і в багатьох повідомленнях, у тому числі в самій BBC, говорилося, що він зіграє Чотирнадцятого Доктора, а Тринадцятий Доктор Віттакер переродиться у втілення, яке гратиме Ґатва . Кастинг-директор Енді Прайор допомагав у кастингу Ґатви. Після останньої появи Віттакер у шоу її персонаж натомість відродився у формі, здавалося б, ідентичній до Десятого Доктора. Було підтверджено, що цей персонаж, якого зобразив Девід Теннант, був Чотирнадцятим Доктором, а пізніше було уточнено, що Ґатва насправді зобразить П'ятнадцятого Доктора.
Девіс описав П'ятнадцятого Доктора як «абсолютно нового Доктора, але Доктора, який повністю вірний тим 60 рокам, що минули». Ґатва описав його як «емоційно вразливого... він приховує це за гумором, але він самотній», водночас він «завжди шукає нових пригод» і «скрізь вписується».
Прослуховування наступного компаньйона відбулося 24 вересня 2022 року. Девіс прицілився на Міллі Ґібсон завдяки її ролі Келлі Нілан у «Вулиці коронації». Девіс описав її як «геніальну, динамічну, розумну та чудову акторку» 18 листопада 2022 року під час програми Children in Need новою супутницею оголосили Рубі Сандей у виконанні Міллі Ґібсон.

### Другорядні ролі
9 січня 2023 року BBC оголосила, що Аневрін Барнард з'явиться в ролі таємничого Роджера ап Ґвільяма, а Джемма Редґрейв, яка повторила свою роль у попередніх сезонах, знову з'явиться в ролі Кейт Стюарт . 20 січня 2023 року BBC оголосили, що Аніта Добсон і Мішель Ґрінідж зіграють роль пані Флад і Карли Сандей. 3 квітня 2023 року стало відомо, що Джинкс Монсун зіграє роль головного антагоніста сезону. 5 травня 2023 року повідомлялося, що Джонатан Ґрофф зіграє ключову роль у серіалі. 24 травня 2023 року BBC оголосила, що Індіра Варма (яка раніше грала Сюзі Костелло в «Торчвуді») приєднається до серіалу, щоб зіграти Герцогиню. 7 червня 2023 року стало відомо, що Бонні Ленґфорд знову зіграє роль Мел Буш 15 червня 2023 року також оголосили, що Ленні Раш зіграє «таємничого» персонажа на ім'я Морріс. . Александер Деврієнт повторить свою роль полковника Крістофера Ібрагіма. 25 грудня 2023 року BBC повідомила, що Ясмін Фінні повторить свою роль Роуз Ноубл. 31 березня 2024 року BBC оголосила сім нових ролей: Ґолда Рошевель як Джоселін, Каллі Кук, Шан Філліпс, Бхав Джоші, Маджід Мехдізаде-Валуджерді, Тачія Ньювал і Каоілін Спрінґолл.

## Виробництво

### Розробка
У травні 2017 року було оголошено, що згідно з умовами угоди між BBC Worldwide і SMG Pictures у Китаї, компанія має першочергове право відмови від купівлі для китайського ринку майбутніх серій програми до 15 серії включно . У жовтні 2019 року між HBO Max і BBC було укладено угоду на два додаткових сезони «Доктора Хто», включаючи тринадцятий та чотирнадцятий.
29 липня 2021 року BBC оголосила, що Кріс Чібнолл, який був виконавчим продюсером і шоуранером сезонів із Тринадцятим Доктором, залишить серіал після серії спеціальних випусків у 2022 році  . У пресрелізі BBC наведено слова Чібнолла: «Я бажаю нашим наступникам — кого б не обрали BBC і BBC Studios — отримати стільки ж задоволення, скільки ми отримали. Воно чекає на них!». 25 серпня 2021 року Пірс Венґер вперше прокоментував новий сезон, заявивши, що майбутні зміни для «Доктора Хто» будуть «радикальними».
24 вересня 2021 року BBC оголосили, що Рассел Т. Девіс повернеться в «Доктора Хто» як шоуранер, після того, як він раніше виступав шоуранером з 2005 по 2010 рік для Дев'ятого та Десятого Докторів. Він змінить Чібнолла на 60-річчя шоу у 2023 році та після нього. До Девіса приєднається виробнича компанія Bad Wolf, яка була заснована колегою, колишньою виконавчою продюсеркою «Доктора Хто» Джулі Ґарднер і колишньою керівницею драми BBC Джейн Трентер. У жовтні 2021 року було оголошено, що Sony придбає більшу частину Bad Wolf . Bad Wolf також взяв на себе творчий контроль над «Доктором Хто», починаючи зі спеціальних випусків до 60-річчя, що дозволило BBC Studios зосередитися на створенні «Доктора Хто» як глобального бренду.
Філ Колінсон повернувся до шоу як продюсер, попередньо продюсувавши епізоди з 2005 по 2008 рік . Станом на січень 2022 року, згідно з резюме продюсера блоків Вікі Делоу, було зазначено, що 14-ий сезон «зараз у виробництві». У березні 2022 року Девіс підтвердив, що виробництво почалося на Bad Wolf Studios у Кардіффі. Вільям Освальд також монтує новий серіал, востаннє беручи участь в шоу «Доктор Хто» роботою над серією «Двічі в часі» (2017).
У листопаді 2023 року Девіс назвав чотирнадцяту серію «Першим сезоном» у SFX 372. Це було схоже на п'ятий сезон у 2010 році, де Doctor Who Magazine повідомляв, що серіал буде створюватися та продаватися як «Перший сезон» і де Моффат назвав Перший сезон «захопливим», а Сезон 31 «разючим». Назва спеціального різдвяного серіалу та офіційна дата виходу в етер були оголошені в пресреліз Disney+ 5 листопада 2023 року .
У грудні 2023 року Ґатва прокоментував, що його сварили за використання нецензурної лексики під час виконання ролі, і що молодша аудиторія «Доктора Хто» контрастує з тим, до чого він звик після своєї попередньої ролі в «Сексуальній освіті» .

### Написання
Стівен Моффат, який був сценаристом серіалу з 2005 по 2017 рік і шоуранером з 2010 по 2017 рік для Одинадцятого та Дванадцятого Докторів, у грудні 2021 року прокоментував, що він говорив з Девісом про свої плани щодо серіалу. У грудні 2021 року Девіс підтвердив, що він уже написав кілька епізодів , а в листопаді 2022 року в Doctor Who Magazine було процитовано, що він написав ще один спеціальний епізод поза спеціальними випусками до 60-ї річниці . У грудні 2022 року Девіс також заявив у журналі Doctor Who Magazine, що сезон складатиметься з восьми епізодів, за якими буде наступний святковий спеціальний випуск. 12 лютого 2023 року Девіса процитували в шоу Майкла Болла на BBC Radio 2, заявивши, що четвертий епізод був «однією з найкращих речей, які я коли-небудь робив у своєму житті».   24 жовтня 2023 року Кейт Геррон і Брайоні Редман були оголошені співавторами епізоду серіалу , режисером якого став Бен Чесселл.
У березні 2024 року стало відомо про повернення колишнього головного сценариста Стівена Моффата, який напише третій епізод, зрежисований Джулі Енн Робінсон. Моффат, який раніше працював сценаристом серіалу з 2005 по 2017 рік і був шоуранером з 2010 по 2017 рік для Одинадцятого та Дванадцятого Докторів, у грудні 2021 року прокоментував, що він говорив з Девісом про свої плани щодо серіалу. Повідомляється, що Девіс також попросив Кріса Чібнолла, який працював шоуранером з 2018 по 2022 роки, повернутися сценаристом, але той пропозицію відхилив.

### Фільмування
Знімання серіалу ознаменували зміну місця розташування студії: нова студія, Wolf Studios, перейняла Roath Lock Studios як компанію для власних фільмувань, де знімали серіал з 2012 року . Ця зміна відбулася, оскільки Bad Wolf були призначені співпродюсерами разом із BBC.  Крім того, Bad Wolf подали заявку на нову дочірню компанію, також керовану Ґарднером, під назвою Whoniverse1 LTD.
Попереднє виробництво серіалу розпочалося 26 вересня 2022 року , а знімання розпочалися 5 грудня.  Перший блок, що складається з четвертого та п'ятого епізодів, зняв Ділан Голмс Вільямс. Марк Тондерай став режисером другого блоку, який складається зі спеціального різдвяного епізоду 2023 року, попередньо знявши епізоди одинадцятого сезону «Примарний пам'ятник» та «Роза» (обидва 2018 року). Джулі Енн Робінсон зняла третій блок, що складається з першого та третього епізодів. Бен Чесселл зняв четвертий блок, що складається з другого та шостого епізодів. Режисером п'ятого блоку, який складався з сьомого та восьмого епізодів, виступив Джеймі Донаг'ю.
Фільмування завершилися 14 липня 2023 року.
Виробничі блоки розташовані наступним чином:
| Блок | Епізод(и)                                                                  | Режисер             | Сценарист(и)                 | Продюсер   |
| ---- | -------------------------------------------------------------------------- | ------------------- | ---------------------------- | ---------- |
| 1    | Епізод 4: «73 ярда» (англ. 73 Yards)                                       | Ділан Голмс Вільямс | Рассел Т. Девіс              | Вікі Делоу |
| 1    | Епізод 5: «Цятка та булька» (англ. Dot and Bubble)                         | Ділан Голмс Вільямс | Рассел Т. Девіс              | Вікі Делоу |
| 2    | Різдвяний спецвипуск «Церква на Рубі-роуд» (англ. The Church on Ruby Road) | Марк Тондерай       | Рассел Т. Девіс              | Кріс Мей   |
| 3    | Епізод 1: «Космічні малюки» (англ. Space Babies)                           | Джулі Енн Робінсон  | Рассел Т. Девіс              | TBA        |
| 3    | Епізод 3: «Бум» (англ. Boom)                                               | Джулі Енн Робінсон  | Стівен Моффат                | TBA        |
| 4    | Епізод 2: «Диявольський акорд» (англ. The Devil's Chord)                   | Бен Чесселл         | Рассел Т. Девіс              | TBA        |
| 4    | Епізод 6: «Пройдисвіт» (англ. Rogue)                                       | Бен Чесселл         | Кейт Геррон і Брайоні Редман | TBA        |
| 5    | Епізод 7: «Легенда про Рубі Сандей» (англ. The Legend of Ruby Sunday)      | Джеймі Донаг'ю      | Рассел Т. Девіс              | TBA        |
| 5    | Епізод 8: «Імперія смерті» (англ. Empire of Death)                         | Джеймі Донаг'ю      | Рассел Т. Девіс              | TBA        |

### Музика
24 квітня 2023 року BBC оголосила, що Мюррей Ґолд повернеться як композитор для спеціальних випусків 2023 року  та чотирнадцятого сезону. Тематичні мелодії для П'ятнадцятого Доктора та Рубі Сандей під назвами «Fifteen» і «The Life of Sunday» відповідно дебютували на BBC Radio 2 12 жовтня 2023 року в рамках Doctor Who @60: A Musical Celebration .
Текст «The Goblin Song» написав Девіс, а музику створили Ґолд і Національний оркестр ВВС Уельс для спеціального музичного номера під час «Церкви на Рубі-роуд». Пісню випустили як благодійний сингл для Children in Need 11 грудня 2023 року, досягнувши 12 місця в офіційному чарті продажів синглів Великобританії. Пісню виконала Крістіна Ротондо в ролі Дженіс Ґоблін і написала її в Wales Millennium Centre в січні 2023 року. Ґолд описав пісню як «справді веселу» і сказав, що Девіс «завжди хотів зробити «Доктора Хто» якомога більш музичним».

## Вихід

### Просування
Перший тизер-трейлер показали на BBC One після виходу в етер «Церкви на Рубі-роуд». 15 грудня 2023 року Ґатва з’явився на Шоу Ґрема Нортона, щоб рекламувати спеціальний випуск, де було показано попередній ролик.
25 грудня 2023 року на BBC One показали перший тизер-трейлер чотирнадцятого сезону після виходу в етер «Церкви на Рубі-роуд», підтверджуючи, що серіал розпочнеться в травні 2024 року. 18 лютого 2024 року в соціальних мережах опубліковаkb перший рекламний постер. Дату прем’єри та нові плани трансляції оголосили 15 березня 2024 року, а також випущено другий тизер-трейлер і постер. Девіс сказав, що для нього «велике задоволення розгорнути цілий новий сезон пригод Доктора та Рубі». У прес-релізі за березень 2024 року повідомлялося, що в серіалі будуть «пригоди від епохи Регентства в Англії до зруйнованих війною майбутніх світів».
Disney+ випустив офіційний трейлер серіалу 22 березня 2024 року. Саундтреком до трейлера був використаний ремікс пісні Changes Девіда Бові. 31 березня 2024 року назви кожного епізоду опублікували окремо в соціальних мережах з 30-хвилинними інтервалами, що призвело до появи нового трейлера. Empire опублікували спільне інтерв’ю з Ґатва та Девісом у випуску за червень 2024 року, яке підтвердило персонажа Маестро, якого зіграв Джінккс Монсун у «Диявольському акорді».

### Трансляція
Серіалу передували три спеціальні випуски, які вийшли в етер у листопаді 2023 року на честь повернення Девіса та 60-річчя серіалу. Першим повним епізодом Ґатви був спеціальний різдвяний випуск 2023 року «Церква на Рубі-роуд», який вийшов 25 грудня  . перші два епізоди 14-ого сезону вийдуть 11 травня 2024 року, решта виходитиме щотижня після того. 
Серіал вийде в міжнародний прокат на Disney+. BBC і Disney Branded Television вели переговори щодо партнерства в липні 2022 року , і про це було оголошено в жовтні того ж року.

### Доктор Хто: Звільнений
Серіал планується супроводжувати Доктор Хто: Звільнений, супутнім шоу за кадром на BBC Three. Прийнявши формат, подібний до Доктор Хто: Конфіденційно, Unleashed слідує за кожним новим епізодом Доктора Хто у 30-хвилинних випусках на BBC Three, яку веде ведучий Newsbeat Стеффан Пауелл. Шоу було оголошено 27 вересня 2023 року після того, як минулого року з'явилися точні звіти про шоу .